# Uwe Runge
Uwe Runge (* 16. Dezember 1952 in Frankfurt (Oder)) ist ein deutscher Neurologe, Psychiater und Epileptologe.

## Leben
Nach dem Abitur und Ableistung des Grundwehrdienstes bei der Nationalen Volksarmee der damaligen DDR studierte Runge von 1973 bis 1979 Humanmedizin an der Ernst-Moritz-Arndt-Universität Greifswald. Seine Promotion erfolgte 1981 zu dem Thema „Ein Beitrag zur quantitativen Analyse und automatischen Klassifikation von Mustern der kontinuierlichen Spontanaktivität im EEG unter Verwendung linearer autoregressiver Modelle“.
Im Rahmen seiner Facharztweiterbildung war Runge zunächst bis 1981 Assistenz- und Stationsarzt psychiatrischer und von 1981 bis 1988 neurologischer Stationen der Klinik für Neurologie und Psychiatrie der Ernst-Moritz-Arndt-Universität Greifswald (bei Günter Rabending). Von 1980 bis 1983 absolvierte er eine zusätzliche Neuroradiologieausbildung, 1987 eine Computertomographie-Ausbildung (Fachkundeerwerb für beides 1991).
1983 erhielt Runge die Facharztanerkennung für Neurologie und Psychiatrie und wurde Funktionsoberarzt. Von 1989 bis 1993 war er Leiter des Oberarztbereichs „Anfallsspezialsprechstunde“ und der EEG-Abteilung der Klinik für Neurologie und Psychiatrie der Ernst-Moritz-Arndt-Universität Greifswald und von 1994 bis Mitte 2016 Leiter des Epilepsie-Zentrums des Klinikums der Universität Greifswald. 1991/92 hielt er sich zur Zusatzqualifizierung in der prächirurgischen Epilepsie-Diagnostik an der Universitätsklinik für Epileptologie Bonn (bei Christian E. Elger) auf, erneut 1997 an der Cleveland Clinic Foundation in Cleveland, Ohio, in den USA (bei Hans Lüders).
Im November 1992 schloss Runge seine Habilitation für Neurologie und Psychiatrie zum Thema „Verlaufsuntersuchungen bei kryptogenen Epilepsien mit komplexen fokalen Anfällen“ ab und erhielt die Lehrbefugnis für Neurologie. 1997 erfolgte die Ernennung zum Professor für Neurologie.
Von 1997 bis 2001 war Runge Vorstandsmitglied der Deutschen Sektion der Internationalen Liga gegen Epilepsie (seit 2004: Deutsche Gesellschaft für Epileptologie, davon von 1999 bis 2001 als 1. Vorsitzender).

## Werk
Runge hat sich u. a. zusammen mit seinem Lehrer Rabending besonders für die Verbesserung der Dokumentation von Therapieverläufen bei Epilepsien engagiert. Neben einer gemeinsamen Buchpublikation zu Behandlungsprotokollen gehört dazu auch die Entwicklung eines elektronischen Behandlungskalenders.
In den letzten Jahren beschäftigte sich Runge u. a. mit dem Langzeitverlauf genetischer (idiopathischer) Epilepsien.

## Auszeichnungen
- 2017: Ehrenmitgliedschaft der Deutschen Gesellschaft für Epileptologie